# Harraiya
Harraiya è una suddivisione dell'India, classificata come nagar panchayat, di 8.333 abitanti, situata nel distretto di Basti, nello stato federato dell'Uttar Pradesh.